# Nyckelharpa

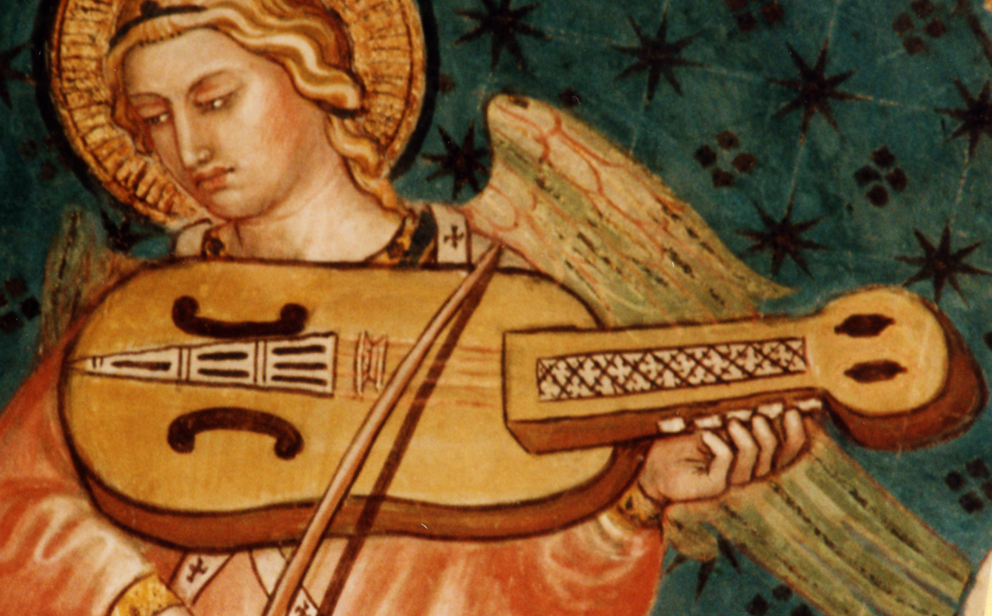
Viola a chiavi, Cappellina di Palazzo Pubblico, Siena. Affresco di Taddeo di Bartolo, 1408

La nyckelharpa è uno strumento musicale ad arco della tradizione svedese, appartenente alla stessa famiglia della ghironda e della viella.
Esiste a partire dal Medioevo (vedi anche Viola d'amore a chiavi) con differenti forme e viene suonato in Europa continentale (anche in Italia) a partire dal XIV secolo fino alla metà del XVI. Al giorno d'oggi viene ancora utilizzata principalmente in Svezia nella regione di Uppsala, dove lo strumento è sopravvissuto nella tradizione popolare.
La denominazione svedese di questo strumento significa letteralmente "arpa a chiavi" e ricorda il suo corrispondente italiano viola d'amore a chiavi ed il tedesco Schlüsselfidel.

## Liuteria
La nyckelharpa è composta da una cassa di risonanza in legno, con un fondo piatto ed una tavola centrata ed arcuata.
Lo strumento possiede tre o quattro corde melodiche, uno o due bordoni e una quantità variabile di corde di risonanza, che risuonano grazie alla sollecitazione delle corde melodiche arricchendone la sonorità con una specie di riverbero.
Il manico supporta una tastiera che permette di generare toni differenti grazie alle cosiddette "tangenti".
L'archetto è molto corto e solitamente fortemente incurvato.

## La nyckelharpa in Italia
Uno dei documenti iconografici più antichi è un affresco di una chiesa di Siena, risalente all'inizio del XV secolo.
Negli anni ottanta del secolo scorso lo strumento è stato "riscoperto" dal musicista italiano Marco Ambrosini e da allora sta guadagnando velocemente d'importanza sia nel campo della musica antica che di quella contemporanea e d'avanguardia.
Due famosi liutai italiani si stanno occupando della costruzione e dello sviluppo dello strumento: Paolo Coriani e Lino Mognaschi.
Grazie al lavoro di ricerca e di liuteria di Silver Pluchesi è stata ricostruita nel 2010 la cosiddetta "nyckelharpa di Siena"

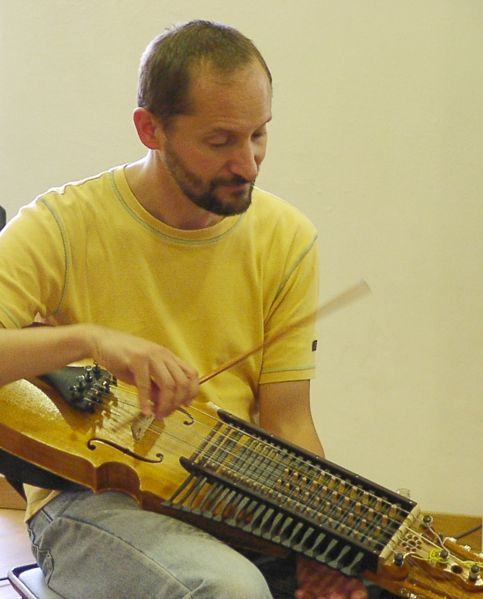
Marco Ambrosini con uno strumento di Annette Osann.

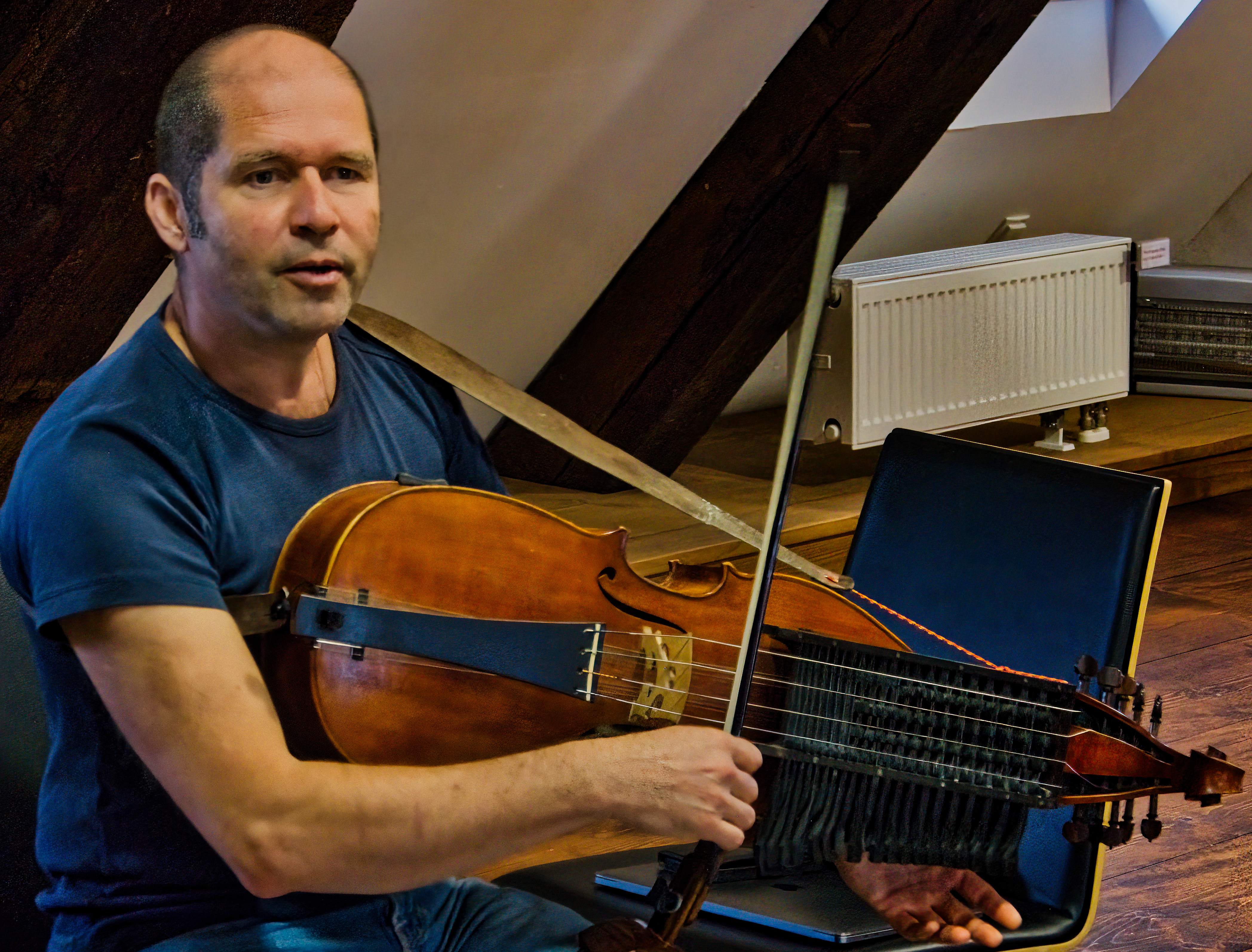
Didier François insegna la sua tecnica personale alle giornate internazionali della nyckelharpa in Germania Burg Fürsteneck, 2023